# Верхошижемський район
Верхошиже́мський район (рос. Верхошижемский район) — район у складі Кіровської області Російської Федерації. Адміністративний центр — селище міського типу Верхошижемьє.

## Історія
Район був утворений 8 червня 1929 року у складі Вятського округу Нижньогородського краю. До його складу увійшли колишні Верхошижемська та частини Кожинської, Коршицької та Посадської волостей Халтурінського повіту та Кумьонської волості Вятського повіту. 1934 року район увійшов до складу Кіровського краю, 1936 року увійшов до складу Кіровської області.
7 грудня 2004 року, в рамках муніципальної реформи, у складі району були утворені 1 міське та 10 сільських поселень. 2007 року Вороньєвське сільське поселення було приєднане до складу Середньоівкінського сільського поселення. 2009 року Верхолиповське сільське поселення увійшло до складу Верхошижемського міського поселення.

## Населення
Населення району складає 8800 осіб (2017; 8934 у 2016, 9023 у 2015, 9126 у 2014, 9200 у 2013, 9416 у 2012, 9484 у 2011, 9483 у 2010, 10489 у 2009, 10878 у 2002, 12891 у 1989, 12774 у 1979, 14002 у 1970).

## Адміністративний поділ
Станом на 2010 рік район адміністративно поділявся на 1 міське та 8 сільських поселень, до його складу входило 70 населених пунктів, з яких 22 не мали постійного населення, але ще не були зняті з обліку:
| Поселення                            | Площа, км² | Населення, осіб (2002) | Населення, осіб (2010) | Населення, осіб (2017) | Центр               | Населені пункти |
| ------------------------------------ | ---------- | ---------------------- | ---------------------- | ---------------------- | ------------------- | --------------- |
| Верхошижемське міське поселення      | 213,37     | 5116                   | 4812                   | 4549                   | смт Верхошижемьє    | 11              |
| Зонівське сільське поселення         |            | 482                    | 314                    | 251                    | село Зоніха         | 2               |
| Калачигівське сільське поселення     |            | 803                    | 711                    | 590                    | присілок Калачиги   | 6               |
| Косінське сільське поселення         |            | 443                    | 282                    | 206                    | село Косіно         | 7               |
| М'якішинське сільське поселення      |            | 674                    | 517                    | 452                    | село М'якіші        | 8               |
| Пунгінське сільське поселення        |            | 687                    | 558                    | 527                    | присілок Пунгіно    | 9               |
| Середньоівкінське сільське поселення |            | 1514                   | 1310                   | 1302                   | село Середньоівкіно | 8               |
| Сирдинське сільське поселення        |            | 553                    | 488                    | 472                    | присілок Сирда      | 6               |
| Угорське сільське поселення          |            | 579                    | 491                    | 451                    | присілок Угор       | 13              |

## Найбільші населені пункти
| №  | Населений пункт | Населення, осіб (2002) | Населення, осіб (2010) |
| -- | --------------- | ---------------------- | ---------------------- |
| 1  | Верхошижемьє    | 4519                   | 4357                   |
| 2  | Середньоівкіно  | 863                    | 797                    |
| 3  | Калачиги        | 786                    | 707                    |
| 4  | М'якіші         | 609                    | 483                    |
| 5  | Сирда           | 471                    | 459                    |
| 6  | Угор            | 472                    | 426                    |
| 7  | Пунгіно         | 402                    | 363                    |
| 8  | Зоніха          | 479                    | 314                    |
| 9  | Вороньє         | 365                    | 271                    |
| 10 | Косіно          | 357                    | 228                    |